# Xã Cicero, Quận Tipton, Indiana
Xã Cicero (tiếng Anh: Cicero Township) là một xã thuộc quận Tipton, tiểu bang Indiana, Hoa Kỳ. Năm 2010, dân số của xã này là 8.086 người.